# Uriele (nome)
Uriele  è un nome proprio di persona italiano maschile.

## Varianti
- Maschili: Uriello[1], Uriel[2]
- Femminili: Uriela[2]

### Varianti in altre lingue
- Catalano: Uriel[3]
- Ebraico: אוּרִיאֵל (ʾÛrîʾēl, 'Uriy'el, 'Uri'el)[4]
- Greco biblico: Οὐριήλ (Ouriel)[4]
- Inglese: Uriel[4][5]
- Latino: Uriel[1]
- Spagnolo: Uriel[3]

## Origine e diffusione

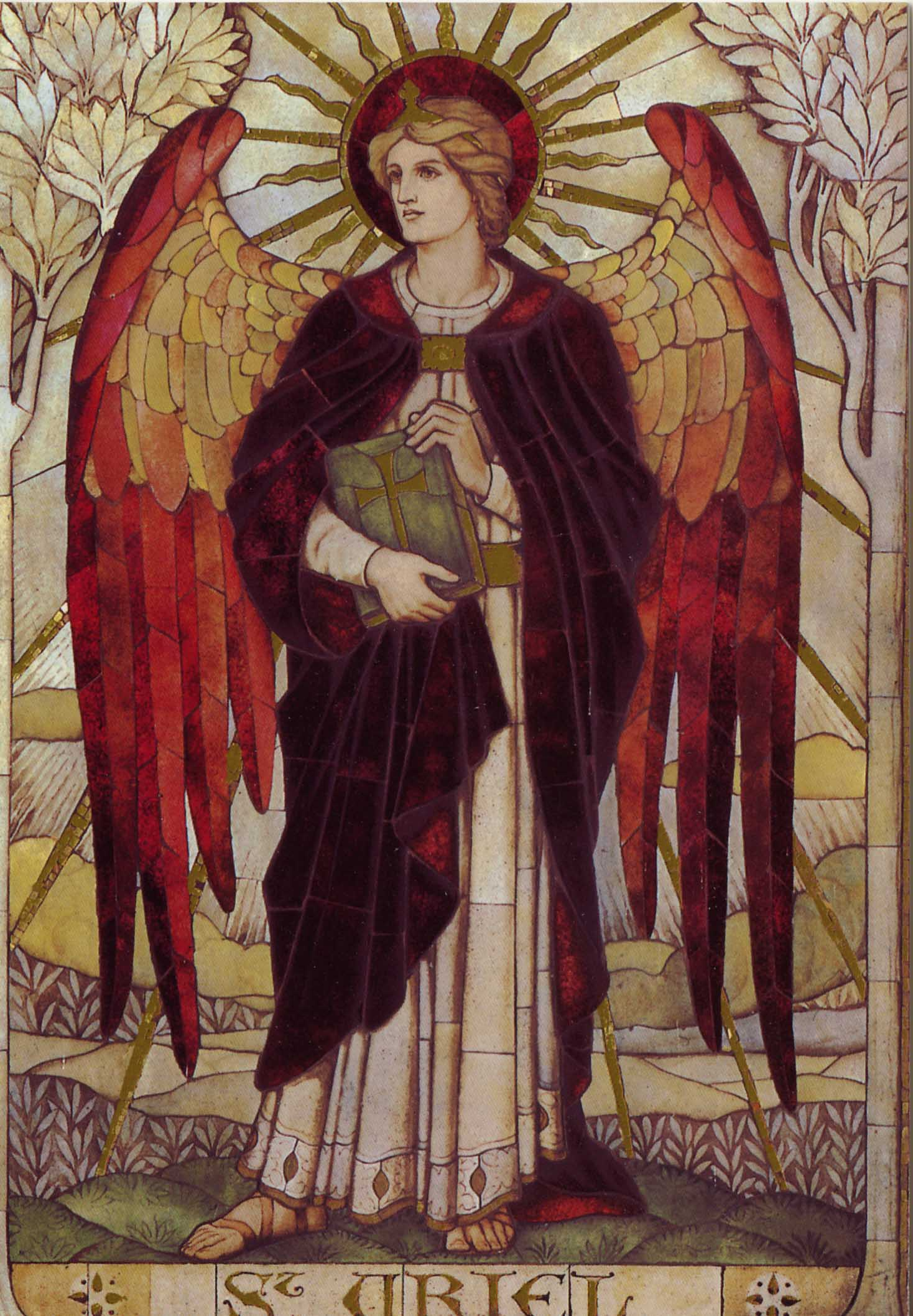
Dipinto dell'arcangelo Uriel nella chiesa di san Giovanni di Warminster (Wiltshire)

Deriva dal nome teoforico ebraico אוּרִיאֵל ('Uriy'el), composto da אוּר (ʾur, "luce", "fiamma") e אֵל (ʾel, "dio"); il significato può essere interpretato come "Dio è luce", "luce di Dio" o "fuoco di Dio", ed è identico al nome Uria, da cui si differenzia solo per il modo con cui è chiamato Dio (El in uno, Yahweh nell'altro; la stessa differenza che c'è tra Michele e Michea, ed Ezechiele ed Ezechia). È correlato etimologicamente anche al nome Uri.
Uriel è uno dei sette arcangeli della tradizione ebraica, menzionato solo nei testi apocrifi. Il nome comunque appare anche nell'Antico Testamento, dove è portato da un capo dei Leviti in 1Cr15:5-11 e dal nonno materno del re Abia in 2Cr13:2.

## Onomastico
L'arcangelo Uriel (insieme con tutti gli altri arcangeli eccetto Gabriele, Michele e Raffaele) venne bandito dal culto al Concilio di Nicea e poi da papa Zaccaria, per evitare l'idolatria. Di conseguenza, per la Chiesa cattolica ufficialmente il nome è adespota, e l'onomastico ricorre il 1º novembre, per Ognissanti (vi sono testimonianze di antiche chiese dove l'arcangelo era commemorato, ad esempio una a Palermo dov'era festeggiato il 20 aprile), mentre il culto sopravvive in altre confessioni cristiane, generalmente accorpato a quello di Michele e degli altri arcangeli: simili feste sono celebrate dalla comunione anglicana (29 settembre) e da diverse Chiese ortodosse (russa, greca e americana, 8 novembre, copta ed etiope, 15 luglio o 28 luglio).

## Persone

### Variante Uriel
- Uriel Antuna, calciatore messicano
- Uriel da Costa, filosofo, educatore, critico testuale e professore portoghese
- Uriel da Veiga, calciatore brasiliano
- Uriel Frisch, matematico francese
- Uriel Nespoli, direttore d'orchestra italiano
- Uriel Trocki, cestista uruguaiano

### Variante Uriël
- Uriël Rosenthal, politico olandese

## Il nome nelle arti
- Uriel è un personaggio della serie televisiva Supernatural.
- Uriel Septim VII è un personaggio della serie di videogiochi The Elder Scrolls.
- Uriel Ventris è un personaggio dell'ambientazione fantasy Warhammer 40.000.